# Olafur Eliasson
Olafur Eliasson (Kopenhagen, 5 februari 1967) is een Deense beeldhouwer en installatiekunstenaar van IJslandse afkomst.

## Leven en werk
Eliasson bracht zijn jeugd door in Hafnarfjörður, IJsland. Van 1989 tot 1995 studeerde hij aan de kunstacademie van Kopenhagen. Hij houdt zich voornamelijk bezig met de relatie techniek en natuurkundige fenomenen, zoals licht en water , beweging en reflectie en probeert deze elementen in zijn artistieke concept te verwerken.
Na zijn opleiding in 1995 richtte hij een studio op te Berlijn.
Zijn werk werd en wordt nog steeds in vele museale en particuliere collecties opgenomen, zoals Guggenheim Museum (New York) in New York en Los Angeles Museum of Contemporary Art in Los Angeles.
In 2014 werd aangekondigd dat zijn werk Kissing Earth geplaatst zou worden op het plein voor het nieuwe stationsgebouw van Rotterdam Centraal. Na protesten van Rotterdammers (o.a. op de Facebook-pagina 'Pleurt op met je ballen') en zorgen over de verwachte kosten werd de plaatsing in 2016 afgeblazen. Het stationsplein bleef leeg.
Eliasson leeft en werkt in Berlijn.

## Onderscheidingen e.d.
- In 2002 werd hij genomineerd voor de Hugo Boss-prijs.
- In juni 2006 werd Eliasson de Oostenrijkse Friedrich-Kiesler-Preis voor bijzondere prestaties ten aanzien van architectuur en kunst verleend.
- In juli 2006 werd Eliasson benoemd aan de Universität der Künste in Berlijn.
- In september 2006 ontving hij de met 500.000 DKK begiftigde Kulturpreis in Denemarken.
- Op 16 mei 2007 ontving hij de Premio Joan Miró, verleend door de Fondation Caixa Girona en de Fundació Joan Miró in Barcelona.
- In 2013 kreeg hij de kunstprijs Goslarer Kaiserring.

## Enkele werken
Green River
Elíasson houdt zich ook bezig met zogenaamde Actiekunst. In zijn project Green River (van 1998 tot 2001) verfde hij het water van rivieren op diverse plaatsen in de wereld met niet-giftige verf. De reacties van het, niet vooraf in kennis gestelde, publiek maakten deel uit van het kunstproject.
The Weather Project
The Weather Project (2003) was een installatie in Tate Modern in Londen. Het project maakte deel uit van de populaire Unilever series. De installatie vulde de open ruimte van de grote Turbine Hall met de representatie van de zon en de hemel.
Eliasson gebruikte een benevelingsinstallatie om een fijne mist te creëren met een mengsel van suiker en water. Ook installeerde hij een halfronde schijf, die was gemaakt van honderden mono-frequentie lampen, die zuiver geel licht uitstraalden. Het plafond van de hal was een enorme spiegel, waarin de bezoekers zichzelf konden zien als zwarte figuurtjes tegen een zee van oranje licht. Vele bezoekers reageerden hierop door op de grond te gaan liggen om dit te kunnen ervaren.
Notion motion
De installatie Notion motion (2005) werd speciaal ontwikkeld voor Museum Boijmans van Beuningen in Rotterdam. In de 1500m2 grote installatie visualiseerde Eliasson lichtgolven door een continue wisselwerking tussen licht en water. De interactie tussen die elementen en de bezoeker stond centraal.
Light lab
Het project "Light lab" is een uit meerdere delen bestaande lichtinstallatie, die speciaal voor het dak van het Neue Portikus (Städelschule) in Frankfurt am Main werd ontworpen. In april 2006 werd het eerste deel van de installatie gepresenteerd - een lichtboog, die eruitzag als een opkomende zon.
Your Black Horizon
Van 1 augustus tot 31 oktober 2006 werd op het eiland San Lazzaro degli Armeni in de Lagune van Venetië een lichtinstallatie geplaatst in opdracht van de Thyssen-Bornemisza Art Contemporary. Een tijdelijk paviljoen werd gebouwd op het terrein van een klooster om een tentoonstelling te huisvesten: een vierkante ruimte, die zwart was geschilderd met één lichtbron - een dunne lichtstreep, op alle vier wanden gericht, op ooghoogte, om een scheiding te creëren tussen boven en onder.
Waterfalls
Waterfalls is een terugkerend project van Eliasson waarin hij zelf een waterval creëert. Het werk werd voor het eerst uitgevoerd tijdens de biennale van Sydney. In 2008 werden vier watervallen geïnstalleerd in New York bij Pier 35 en op de East River nabij de Brooklyn Bridge. In 2016 maakte Eliasson een gigantische waterval in de tuinen van het paleis van Versailles.
Façade van Harpa
In 2011 werd de façade van het concert gebouw Harpa te Reykjavik onder handen genomen. De gevel bestaat uit een staal en glasconstructie aangevuld met grote stenen. Gedurende de nacht kan de façade oplichten door gekleurde led-verlichting.
Little Sun
Het project "Little Sun" werd gelanceerd in 2012.

### Tentoonstellingen
- 2001: Zentrum für Kunst und Medientechnologie, Karlsruhe
- 2003: "The Blind Pavilion" , Biënnale van Venetië
- 2003-2004: The Weather Project, Tate Modern, Londen
- 2004: Your Lighthouse. Arbeiten mit Licht 1991 - 2004, Kunstmuseum Wolfsburg
- 2004: Zentrum für Internationale Lichtkunst, Unna
- 2005: Notion motion (herhaling in 2016), Boijmans van Beuningen, Rotterdam
- 2006: "Your Waste Of Time" neugerriemschneider, Berlijn

## Fotogalerij

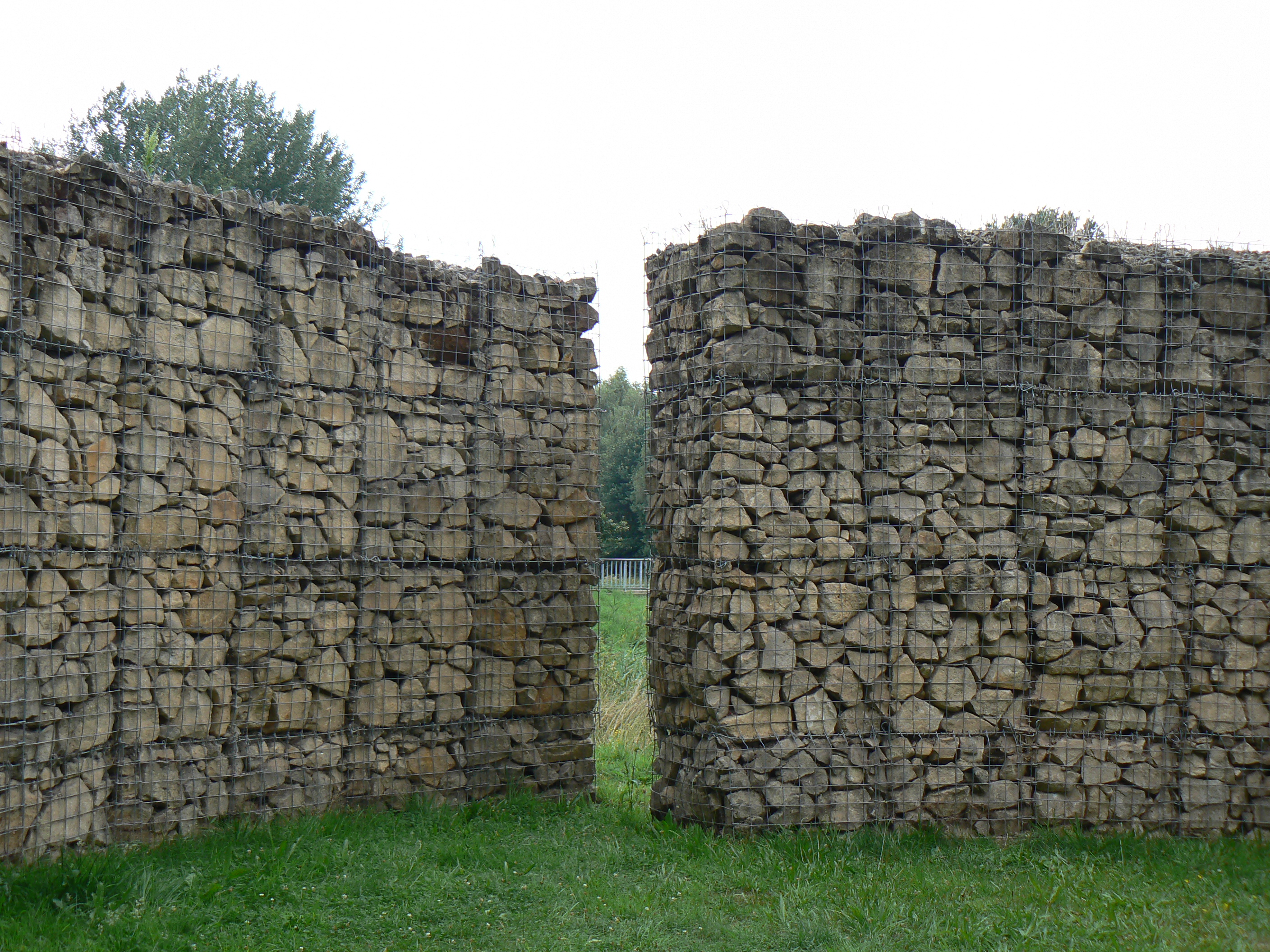
Land art project Der drehende Park (2000), beeldenroute Kunstwegen in Emlichheim
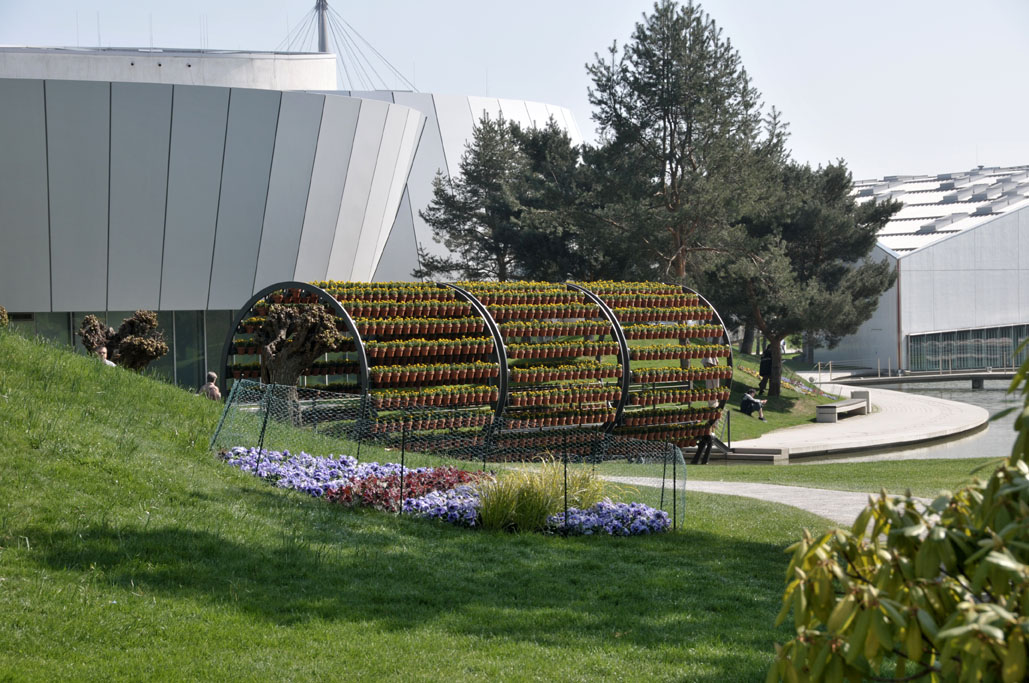
Dufttunnel (2000), Autostadt in Wolfsburg
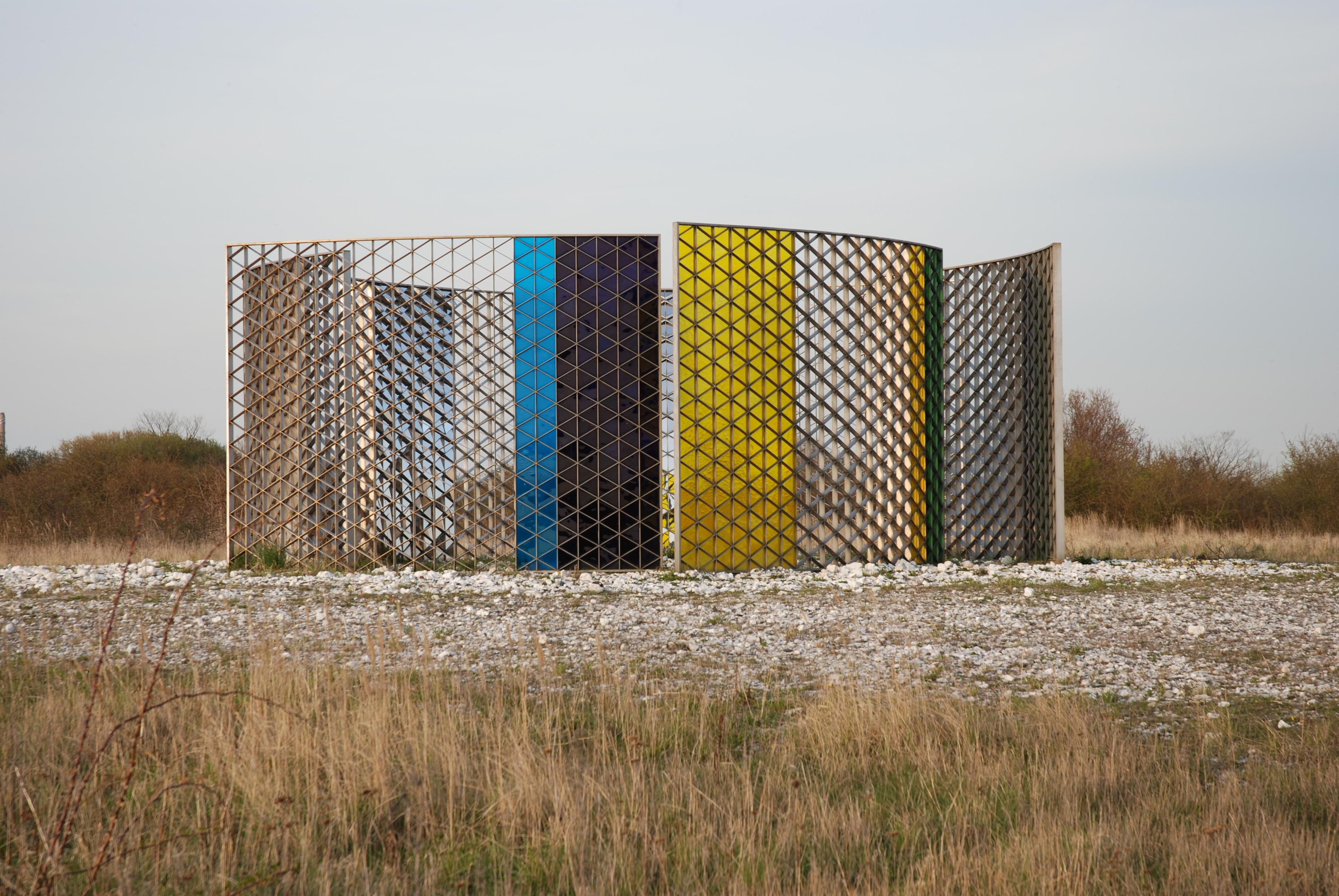
Ljuspaviljong (2001) in Malmö
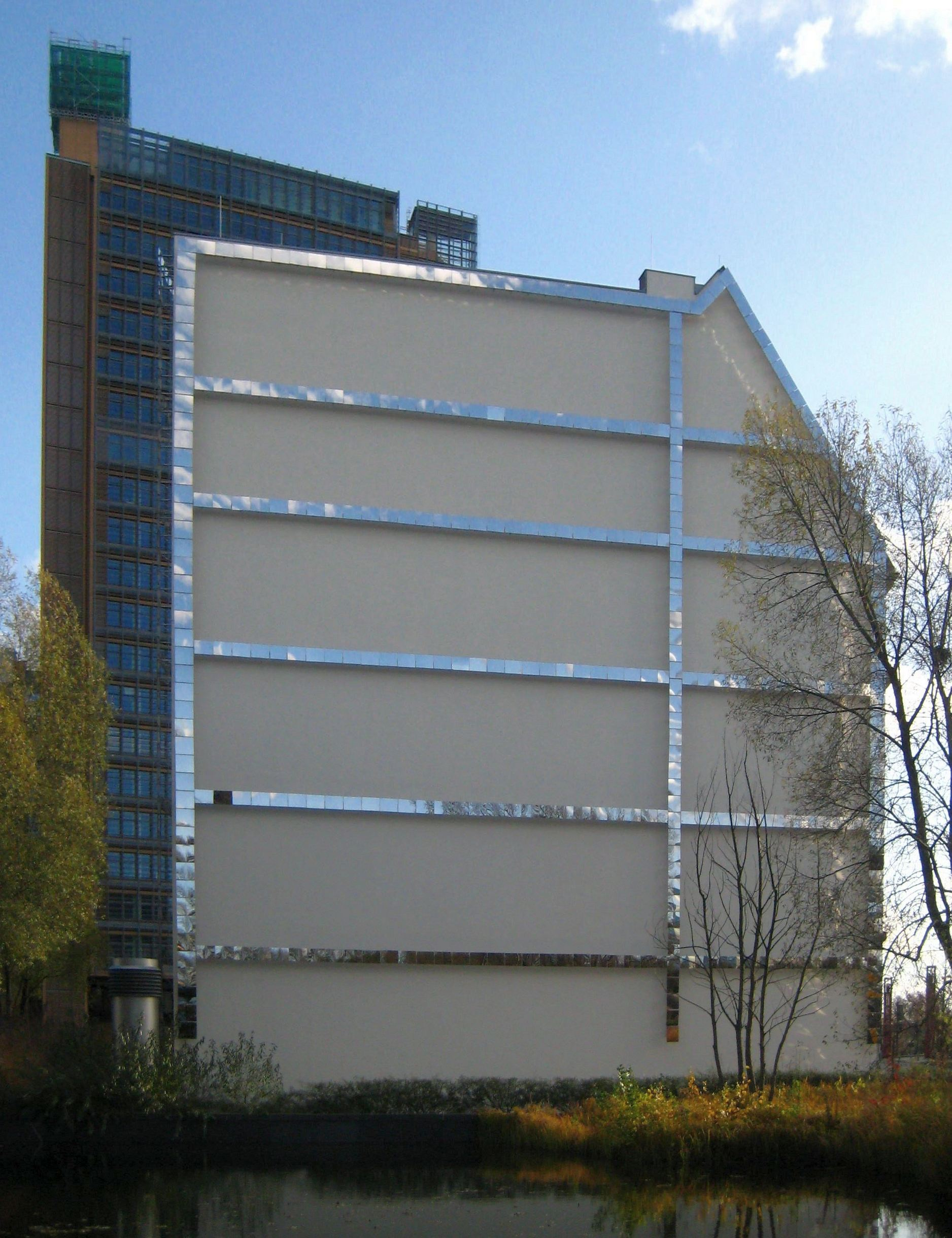
Wind Mirror Wall (2001) in Berlijn
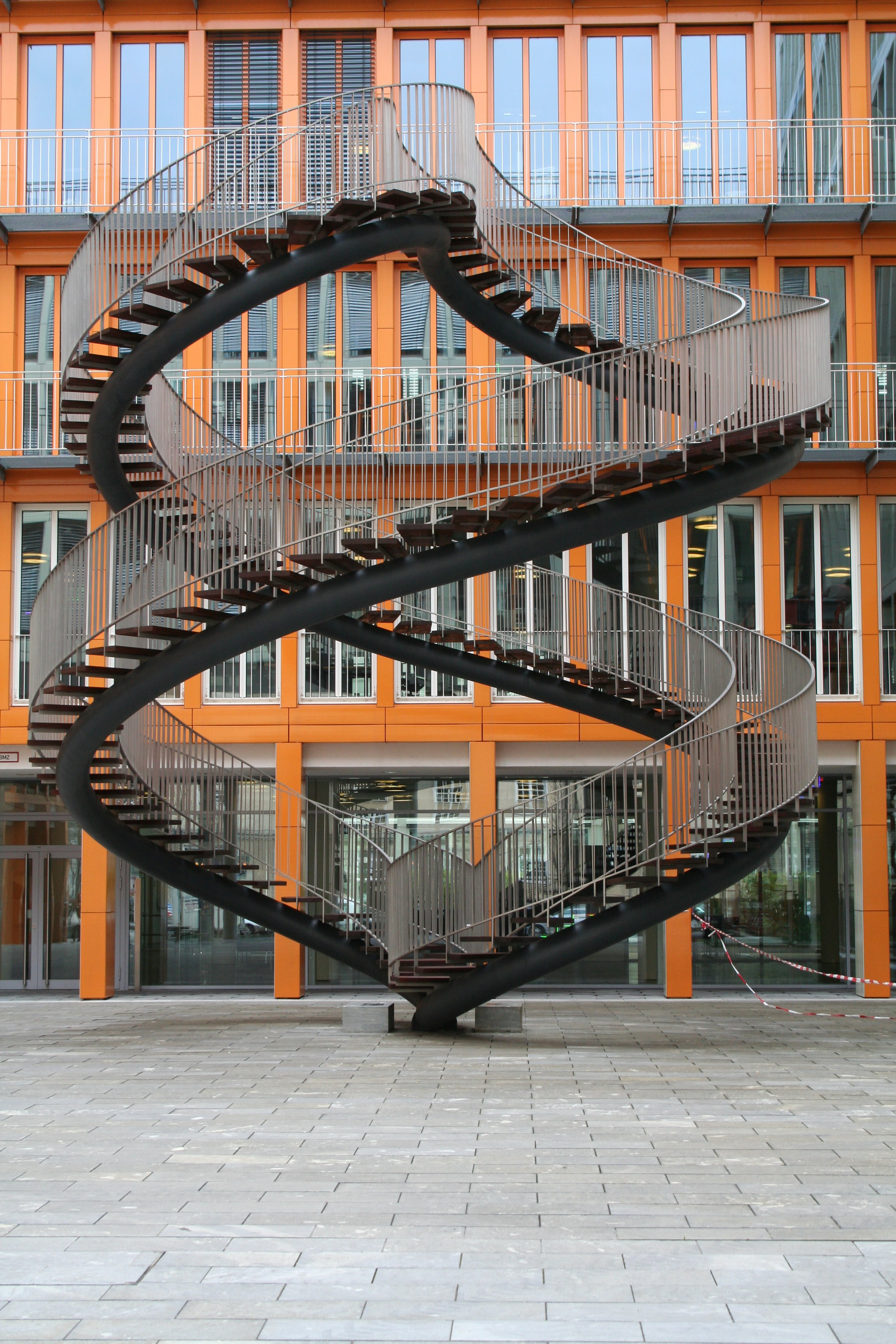
Umschreibung (Endlose Treppe) (2004) in München
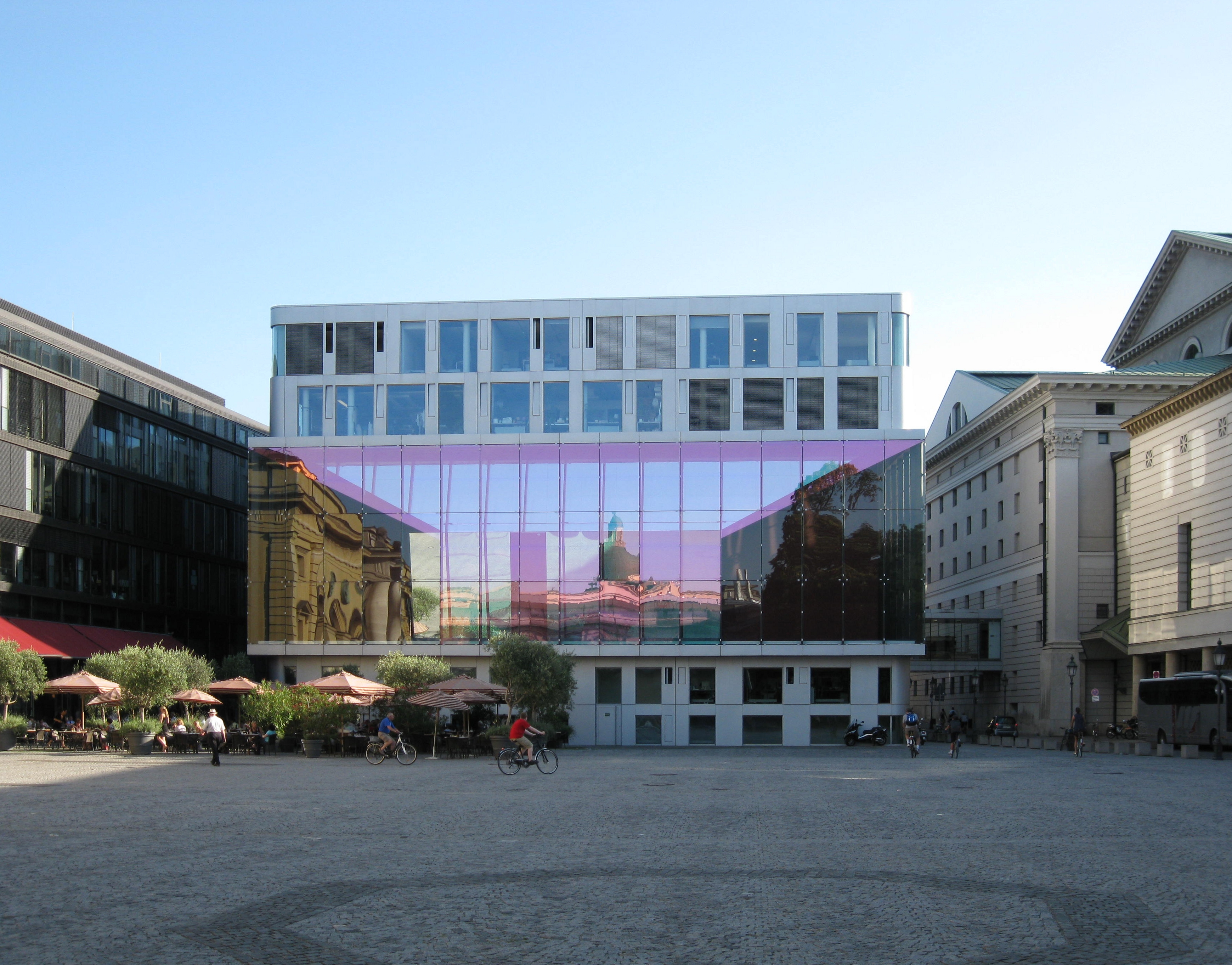
Spiegelwand, Marstallplatz in München (2007)
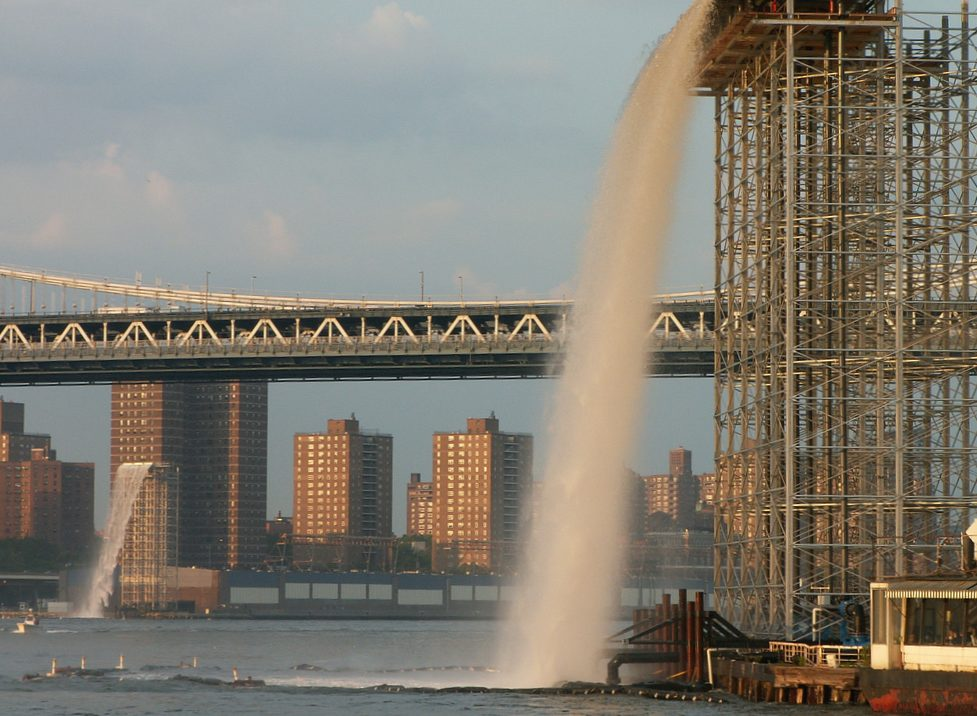
New York Waterfalls (2008)
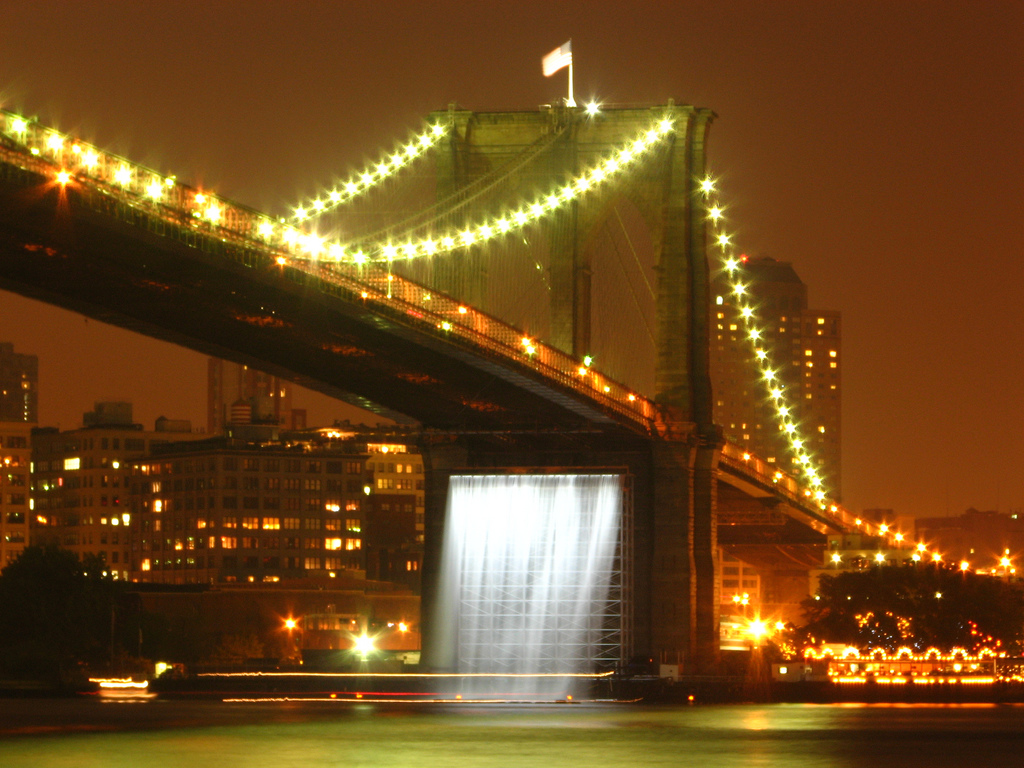
NY Waterfalls onder de Brooklyn Bridge (2008)
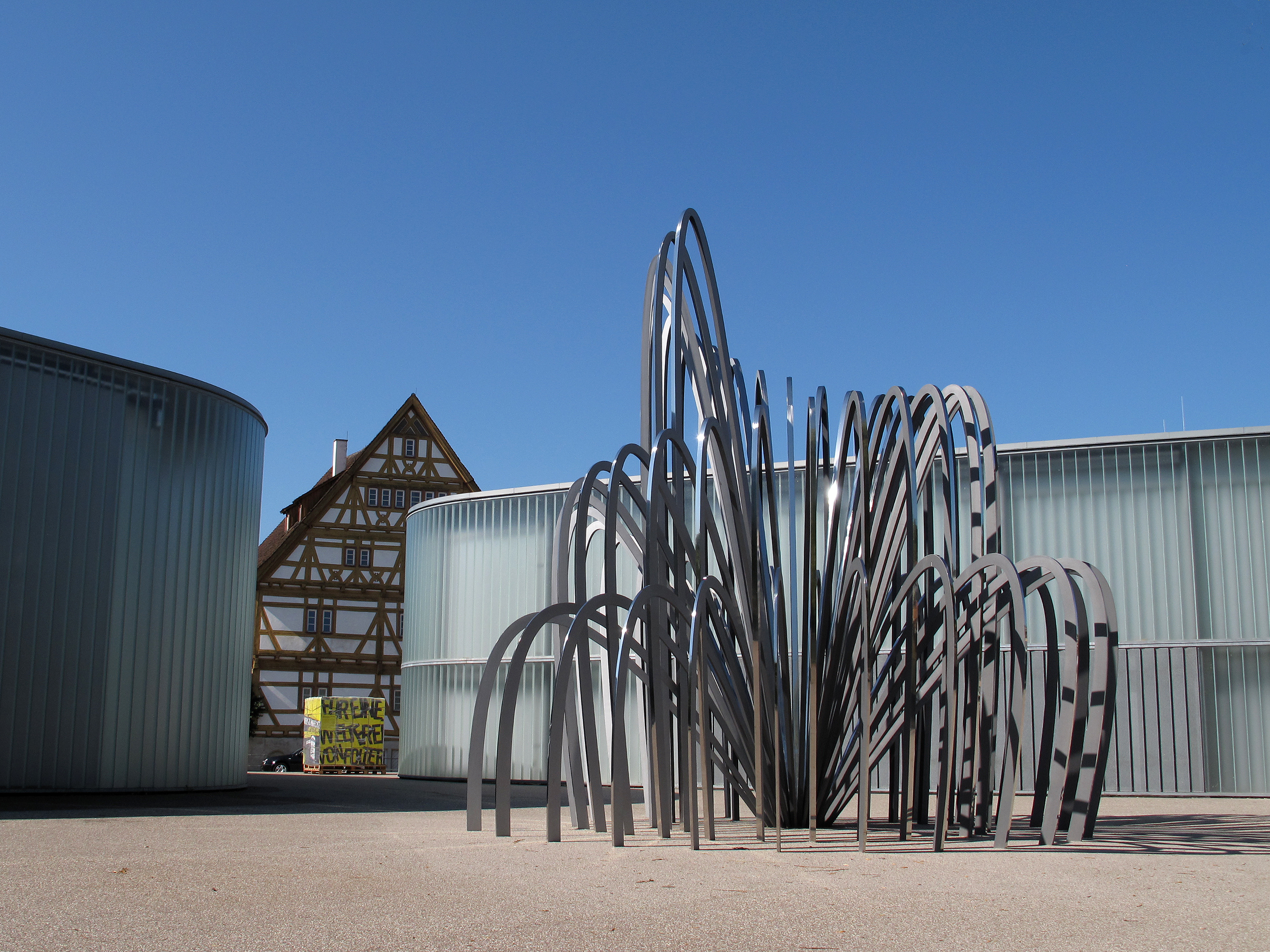
Pavillon für Waiblingen (2009), Waiblingen